# ツリフネソウ
ツリフネソウ（釣船草、吊舟草、学名: Impatiens textorii Miq.）は、ツリフネソウ科ツリフネソウ属に分類される一年草の1種。ムラサキツリフネ（紫釣船）とも呼ばれる。

## 特徴
草丈は、40-80 cmほどに生長する。葉は鋸歯（縁がギザギザになる）で、楕円形から広披針形、キツリフネより広披針形に近い傾向がある。
花期は夏から秋（山地では 8月頃から、低地では 9-10月）。茎の先端部から細長い花序が伸び、そこに赤紫色で3-4 cmほどの横長の花が釣り下がるように多数咲く。稀に白い色の花があり、シロツリフネ（f. pallescens）という。花弁状の3個の萼と唇形の3個の花弁をもち、距が長く筒状になっている。下の花弁の2個が大きく、雄しべが5個。その花が帆掛け船を釣り下げたような形をしていることや花器の釣舟に似ていることが名前の由来と考えられている。
花の形はキツリフネに似るが、色が赤紫色であることと、花の後ろに伸びる距の先端が渦巻き状に巻くこと本種の特徴である。なお一般にツリフネソウ属の花は葉の下に咲くが、本種はその例外である。
大きく深い花がたくさん咲き距の部分に蜜がたまり、主にマルハナバチなど大型のハナバチや、ツリアブ類などが好んで集まり、花粉を媒介する。

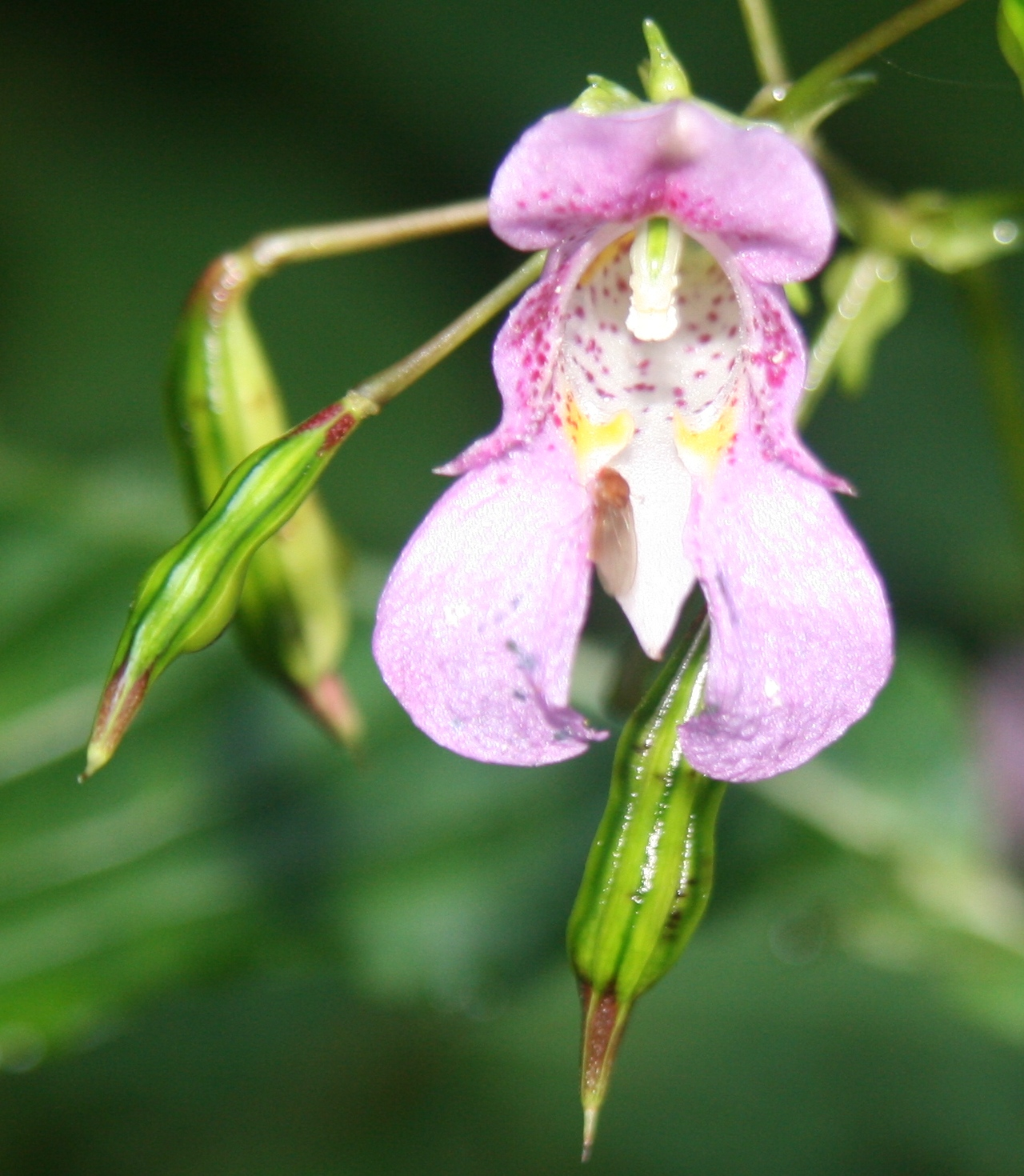
ツリフネソウの花と実、実が開くと種子が飛び散る

種子が熟すと、ホウセンカなどと同様に弾けて飛び散るように拡がる。

## 分布と生育環境
東アジア（日本、朝鮮半島、中国、ロシア東南部）に分布する。
日本では北海道・本州・四国・九州の低山から山地にかけて分布し、水辺などのやや湿った薄暗い場所に自生する。キツリフネとともに群生していることも多い。日本には同属では、ハガクレツリフネも生育している。

## 種の保全状況評価
日本の各都道府県で、以下のレッドリストの指定を受けている。環境省としての、レッドリストの選定はない。
- 絶滅危惧Ⅱ類 - 徳島県、愛媛県
- 準絶滅危惧 - 東京都、鹿児島県

## 近縁種
- エンシュウツリフネソウ（Impatiens hypophylla Makino var. microhypophylla (Nakai) Hara) - 東海地方北部と九州の一部に分布し、環境省のレッドリスト（2012年）で絶滅危惧IB類（EN）に選定されている[11][12]。長野県・福岡県・熊本県で絶滅寸前、静岡県・愛知県・大分県で危急種、岐阜県[13]で準絶滅危惧の指定を受けている[14]。
- ワタラセツリフネソウ（Impatiens ohwadae) - 渡良瀬遊水地に自生し、小花弁にある黒いシミが特徴。2005年に大和田真澄が発見し、種小名の献名となっている[15]。

## その他
- 和歌では晩夏から秋にかけての季語として詠まれる。
- 花言葉は「心を休める」「安楽」「期待」「詩的な愛」「私に触らないで」など。
- 八木裕子が、2009年4月にシングルCD（ASIN: B001QL36QW）で『釣舟草～ツリフネソウ～』の楽曲を発売している。

## 関連画像

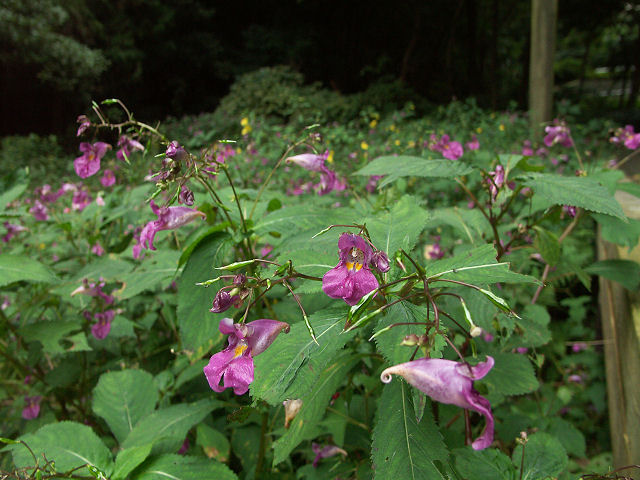
キツリフネとともに群生する様子（東高根森林公園）
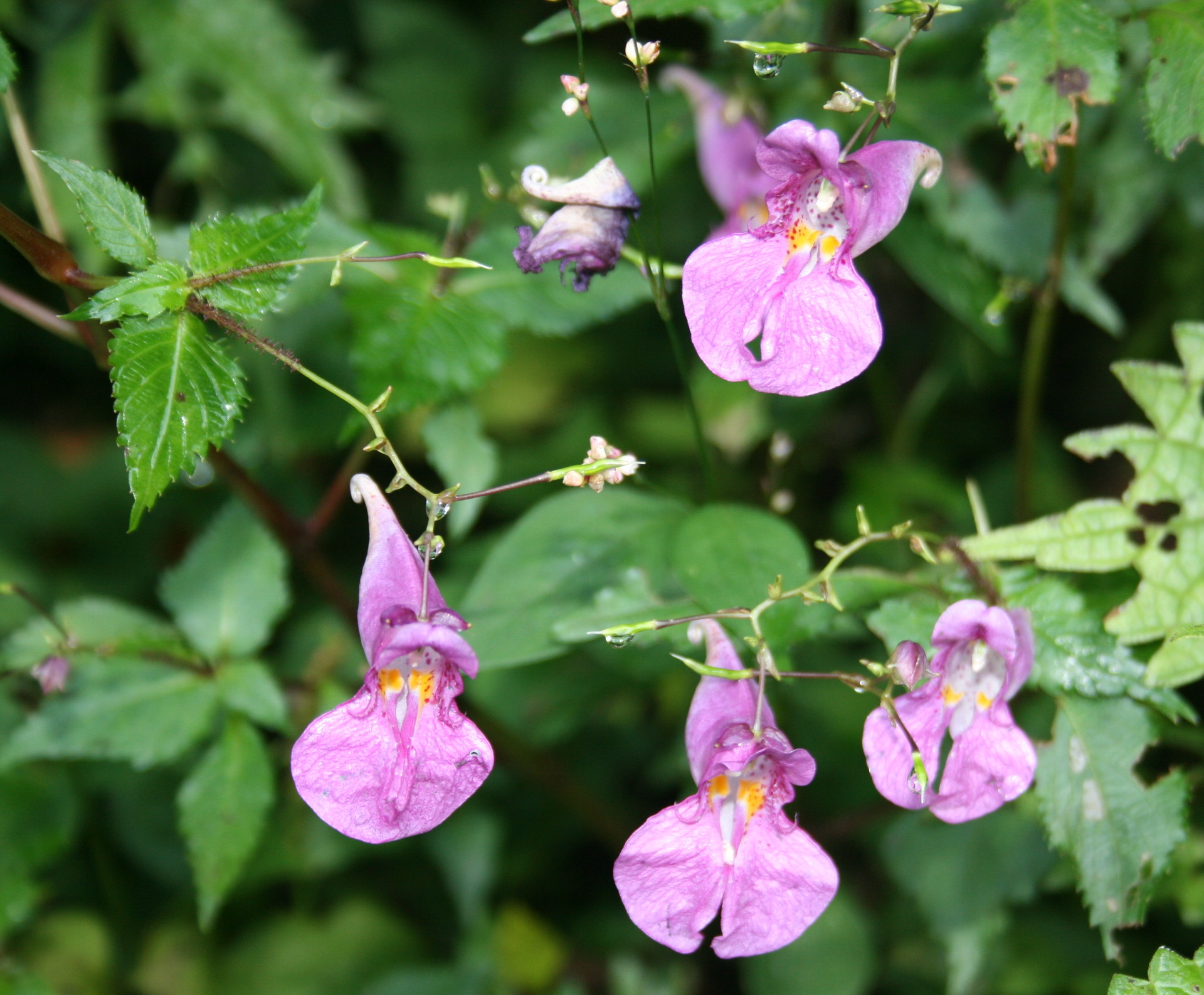
小津権現山の林道の湿り気のある斜面に生育する（2011年10月）
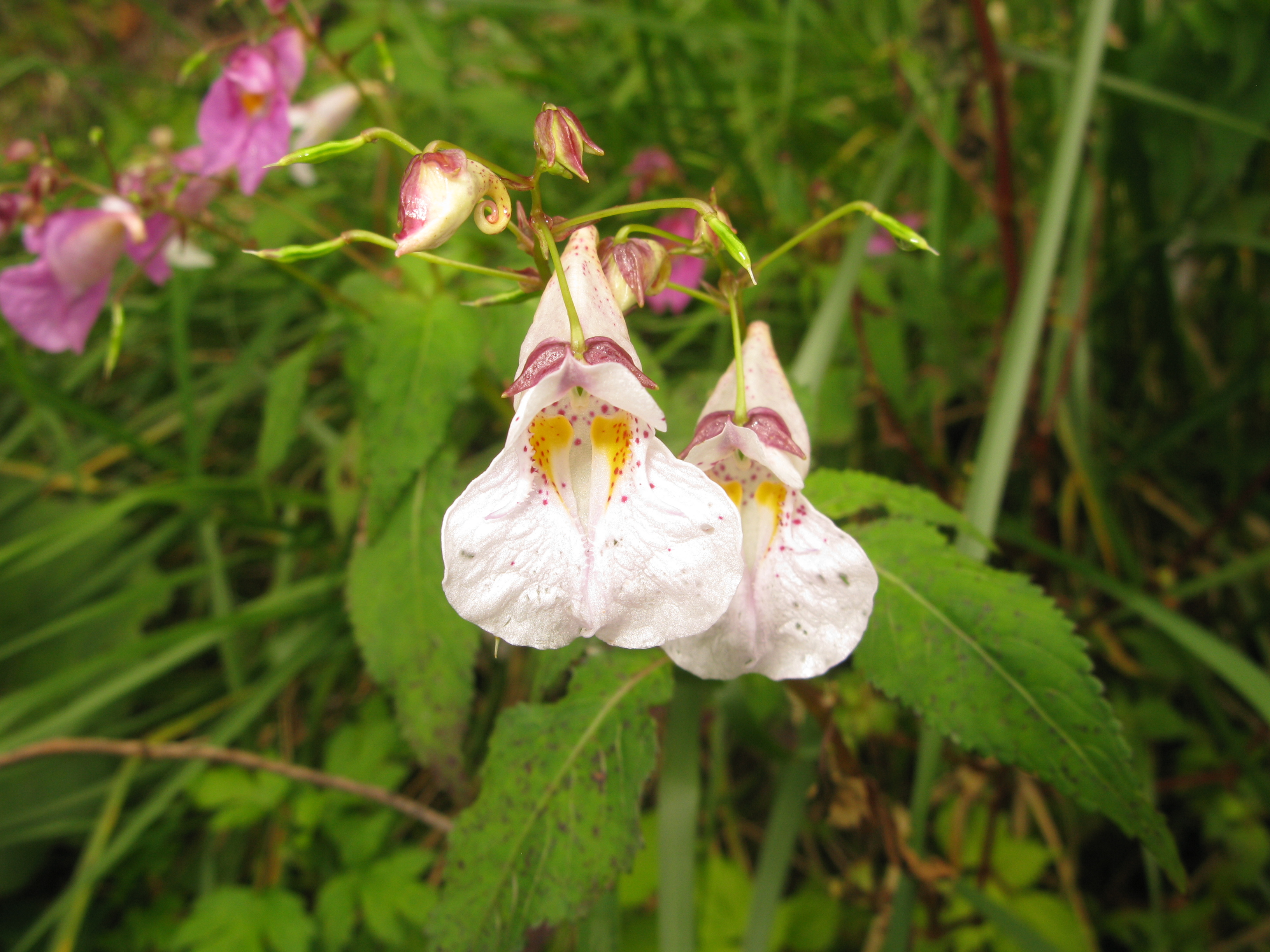
白花品種のシロツリフネ（2014年9月・福島県会津地方）
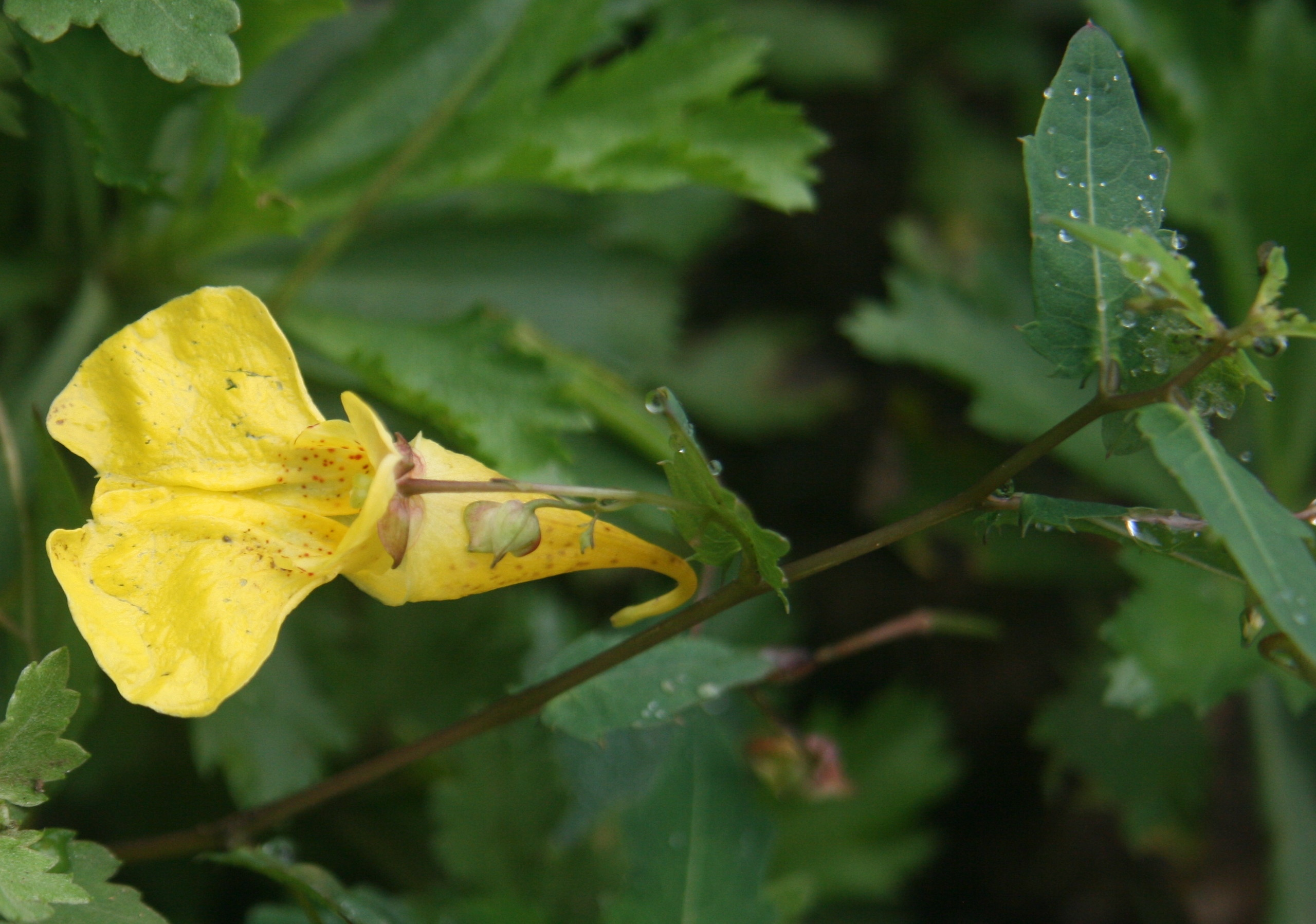
近縁種のキツリフネ（2011年8月・伊吹山）